# Riva del Sole
Riva del Sole is een plaats (frazione) in de Italiaanse gemeente Castiglione della Pescaia.